# Камінь (зупинний пункт)
Ка́мінь (біл. Камень) — зупинний пункт Берестейського відділення Білоруської залізниці в Кобринському районі Берестейської області. Знаходиться за 3,3 км на південний захід від села Камінь; на лінії Лунинець — Жабинка, між зупинним пунктом Липове та станцією Кобрин.